# Königreich Kandy
Das Königreich Kandy (Mahanuwara Rajadhaniya, singhalesisch: මහනුවර රාජධානිය) war das letzte singhalesische Königreich auf Sri Lanka, das sich seit 1527 erfolgreich gegen zahlreiche Eroberungsversuche europäischer Kolonialmächte verteidigen konnte. Nach der Konvention von Kandy, die am 10. März 1815 zwischen hochrangigen Würdenträgern des Königreichs Kandy und dem Britischen Königreich unterschrieben wurde, wurde das Königreich als Protektorat in das Britische Königreich aufgenommen. Hauptstadt war Kandy. 

## Geschichte

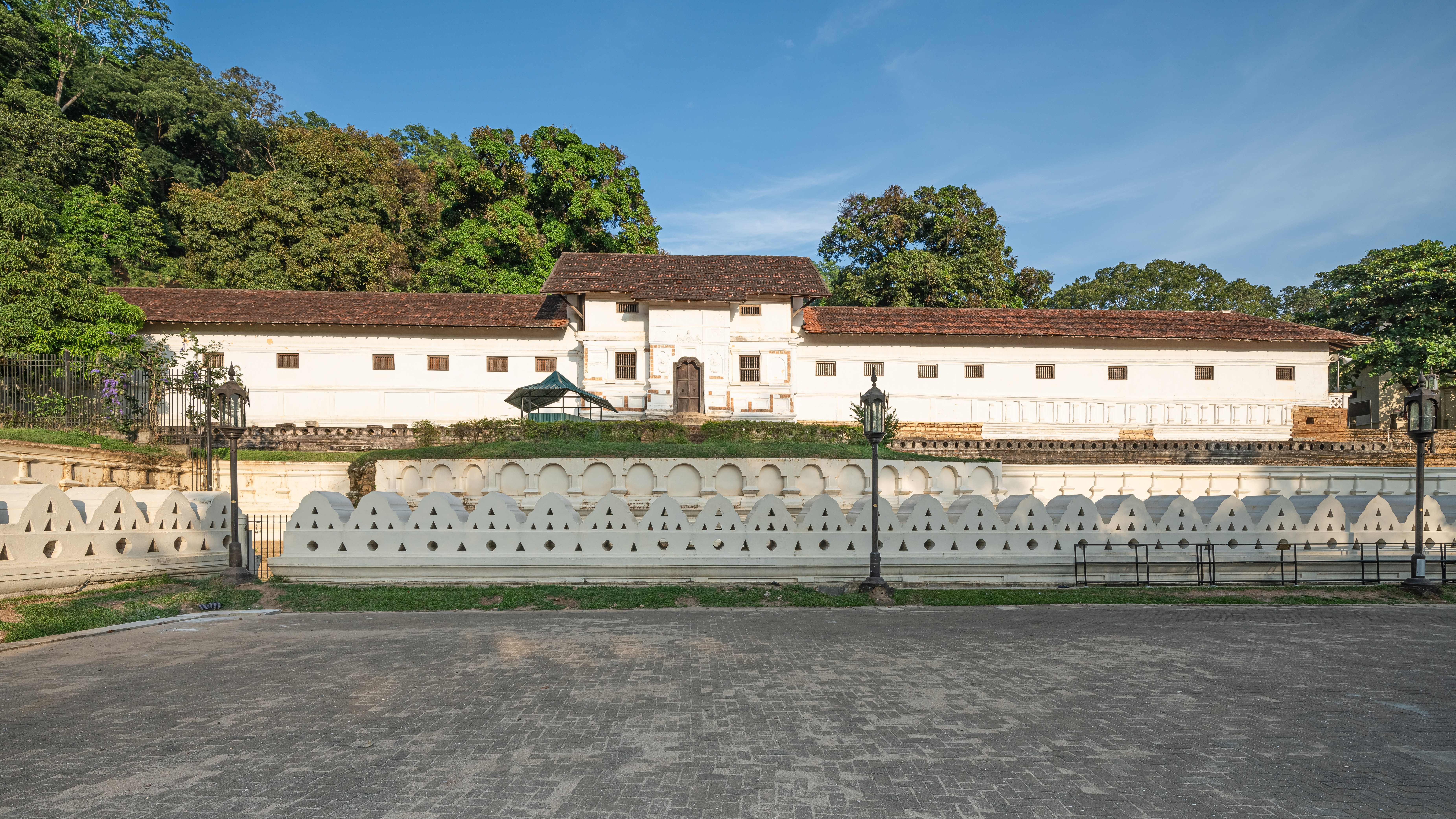
Ehemalige Residenz der Könige

Das singhalesische Königreich von Kotte beherrschte von 1450 bis 1477 ganz Ceylon. Sena Sammatha Wickramabahu stammte aus dieser Herrscherfamilie von Kotte. Ihm gelang es, das Königreich Kandy unabhängig zu machen und auch gegen die Portugiesen zu sichern. Seine Urenkelin Dona Catherina wurde von Tikiri Banda, König von Sitawaka, abgesetzt. Mit Vimaladharmasuriya I. gelangte die Dynastie Dinajara (1590–1739) an die Macht. Nach dem Tod des kinderlosen Königs Vira Narendra Singha kamen 1739 die verschwägerten, aus Südindien stammenden Nayak an die Macht. Kandy konnte sich lange gegen zahlreiche Eroberungsversuche der Kolonialmächte Portugal, den Niederlanden und Großbritannien behaupten. Die Portugiesen nahmen 1796 Kandy erstmals ein, verloren es aber schon nach neun Monaten wieder an die Könige von Kandy. Ein englisches Detachement, das am 20. Februar 1803 die Hauptstadt einnahm, musste sich am 23. Juni den Singhalesen wieder ergeben. Erst Ende 1814 wurde der Krieg wieder aufgenommen, König Vikrama wurde am 19. Februar 1815 in Kandy gefangen genommen.
Mit der Konvention von Kandy endete am 10. März 1815 das letzte singhalesische Königreich auf Ceylon. Die gesamte Insel wurde endgültig britisch. Vikrama Rajasingha starb 1832 in Vellore Fort in Südindien.

## Liste der Könige von Kandy

### Dynastie Siri Sanga Bo (1473–1592)
- Sena Sammatha Wickramabahu (1473–1511)
- Jayaweera Astana (1511–1551)
- Karaliyadde Bandara (1551–1581)
- Dona Catherina (= Kusumasana Devi) (1581), abgesetzt von:
- Rajasingha I. (= Tikiri Banda, König von Sitawaka) (1581–1591)

### Dynastie Dinajara (1590–1739)
- Vimaladharmasuriya I. (1590–1604)
- Senarat (1604–1635)
- Rajasingha II. (1635 – 25. November 1687)
- Vimaladharmasuriya II. (25. November 1687 – 4. Juni 1707)
- Vira Narendra Singha (4. Juni 1707 – 13. Mai 1739)

### Nayak von Kandy (1739–1815)
- Vijaya Rajasingha (= Rajasingha III.) (13. Mai 1739 – 11. August 1747)
- Kirti Rajasingha (11. August 1747 – 2. Januar 1782)
- Rajadhi Rajasingha (2. Januar 1782 – 16. Juli 1798)
- Vikrama Rajasingha (= Rajasingha IV.) (26. Juli 1798 – 5. März 1815), abgesetzt